# برايان ماسكارينهاس
برايان ماسكارينهاس (4 يناير 1992 في الهند - ) هو لاعب كرة قدم هندي في مركز جناح ‏. لعب مع نادي ديمبو ونادي سالغاوكار.

## وصلات خارجية
- برايان ماسكارينهاس على موقع قاعدة بيانات كرة القدم.إي يو (الإنجليزية)
- برايان ماسكارينهاس على موقع Soccerway.com (الإنجليزية)